# Meterana chlorograpta
Meterana chlorograpta là một loài bướm đêm trong họ Noctuidae.